# Ledovcové údolí

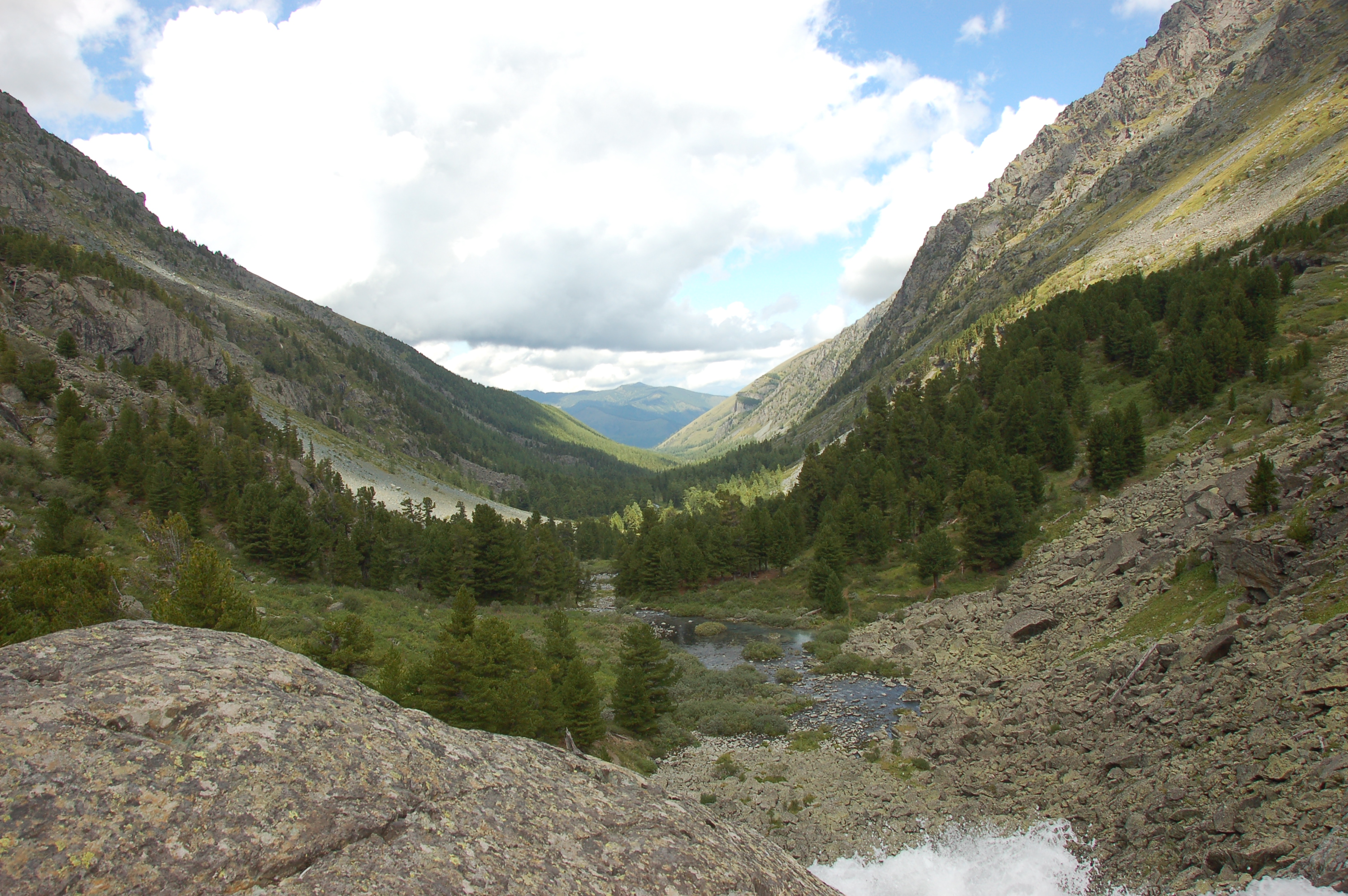
Ledovcové údolí v pohoří Altaj s charakteristickým tvarem písmene U

Animace vzniku ledovcového údolí

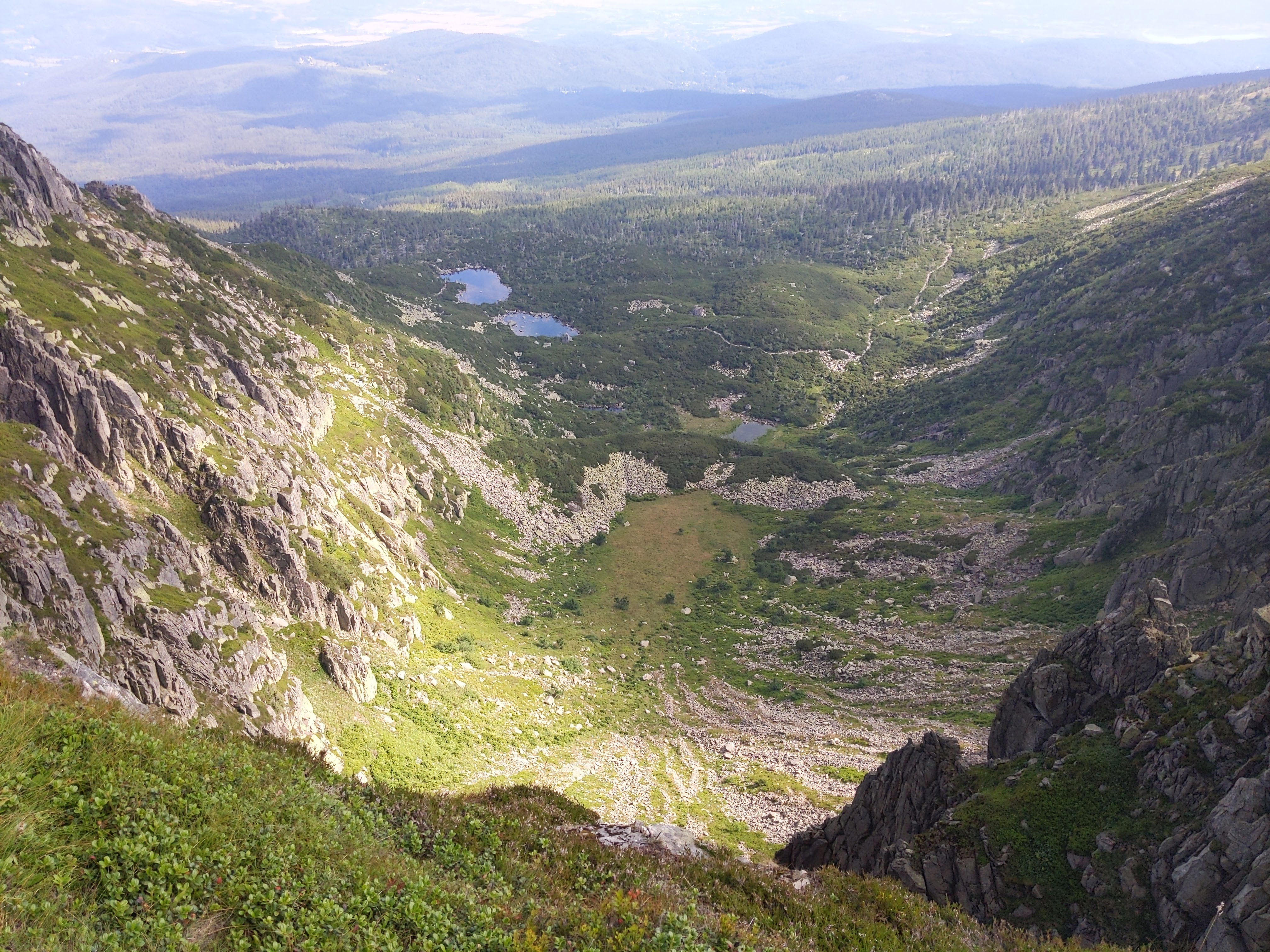
Ledovcové údolí na polské straně Krkonoš, před jezery lze spatřit i morénu.

Ledovcové údolí neboli trog je zvláštním případem údolí s typickým tvarem písmene U, které vzniká působením erozivní činnosti postupujícího ledovce.

## Mechanizmus vzniku
Vznikající ledovec v karu (ledovcovém kotli) má tendence sestupovat po zakřiveném zemském povrchu do míst s nižší nadmořskou výškou. Ledovec v podstatě pomalu odtéká z místa svého vzniku. Sestupuje po tzv. ledovcových splazech. Během svého odtékání tlačí před (a pod) sebou velikou změť klastů, které jsou ve vzájemné interakci s okolím. Působící tlak na klasty se projevuje tím, že se postupně zabořují do podloží, které obrušují a poškozují, čímž dávají podnět ke vzniku údolí.
Rychlost obrušování je závislá na odolnosti rozrušované horniny a na spádnici, po které ledovec odtéká. Stává se, že čím více ledovec rozrušuje podklad, tím větší vytváří spádnici a tím rychleji odtéká a urychluje erozivní činnost. Vlivem tlačící masy úlomků se údolí neustále prohlubuje a rozšiřuje.
Jsou známy případy, kdy se ledovcové údolí prohloubilo o 200 metrů a v Norsku dokonce u fjordů až o 2 km (zde je ale problematika složitější, souvisí se změnou výšky litosférických desek).